# Leo Lashley
Leonard Archibald Gerhardus Othniel (Leo) Lashley (Nieuw-Nickerie, 24 maart 1903 – Amsterdam, 1 augustus 1980) was een oogarts en verzetsman uit Suriname, die geruime tijd actief was in Rotterdam.

## Biografie
Leo Lashley werd op 24 maart 1903 geboren in Nieuw-Nickerie, Suriname. Hij verhuisde naar Nederland, studeerde medicijnen in Utrecht, en promoveerde in 1930 als oogheelkundige. Iets later huwde hij en vestigde zich met zijn gezin in Rotterdam als oogarts.
Bij de start van de Tweede Wereldoorlog was Lashley voorzitter van de 'Rotterdamsche artsenvereniging'. In die rol protesteerde hij tegen de oprichting van de Nazistische Artsenkamer, een organisatie die door Seyss-Inquart in 1941 opgezet werd om meer controle uit te oefenen op de gezondheidszorg in Nederland.
Tijdens de oorlog ging Lashley in het verzet en hielp een aantal mensen onderduiken in Rotterdam; hij haalde ook voedsel voor onderduikers in de Hoeksche Waard. In de Breepleinkerk op Rotterdam-Zuid begeleidde hij in 1944 met succes een bevalling bij een ondergedoken Joodse vrouw. Lashley verdiepte zich in verloskunde omdat geen andere arts de vrouw wilde helpen. In 1943 werd hij gearresteerd.
Na de Tweede Wereldoorlog bleef Lashley kort actief in Rotterdam en in het Surinaamse verenigingsleven, maar teleurgesteld door racisme en discriminatie verhuisde hij in 1948 naar Curaçao. Hij overleed in 1980.
Lashley was Officier in de Orde van Oranje-Nassau. Op Rotterdam-Zuid, in een wijk bij het Zuiderziekenhuis, is een straat naar hem vernoemd en aan de Breepleinkerk bevindt zich een gedenkplaat.